# Thirston with Shothaugh

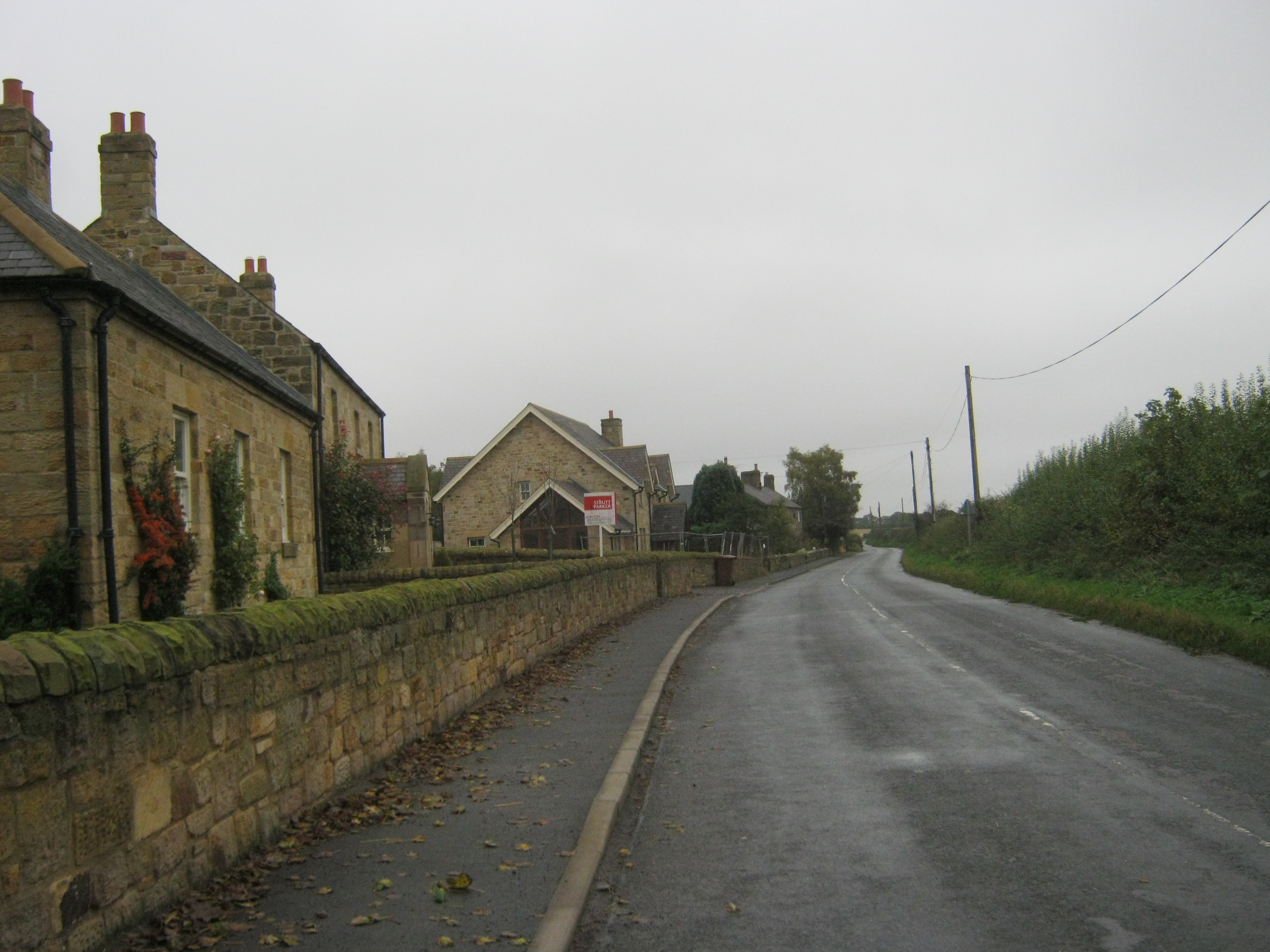
East Thirston

Thirston with Shothaugh var en civil parish 1935–1955 när det uppgick i Thirston, i grevskapet Northumberland i England. Civil parish var belägen 15 km från Morpeth och hade 286 invånare år 1951. Det inkluderade East Thirston och West Thirston.